# Bayou La Batre
Bayou La Batre est une ville située dans l’État américain de l'Alabama, dans le comté de Mobile. Selon le recensement de 2010, sa population serait de 2 558 habitants.

## Géographie
Bayou La Batre se situe à l'embouchure du fleuve Mobile, le cours d'eau né de la confluence entre le Tombigbee et l'Alabama. Il se situe dans la baie de Mobile, sur l'étroite et unique côte de l'État d'Alabama, donnant sur le golfe du Mexique.
Le territoire du bayou La Batre comprend plusieurs îles : Dauphin Island, l'Isle aux Herbes et Gaillard Island.
La rivière Fowl coupe en deux la partie sud-est du territoire du bayou La Batre est forme ainsi l'île de Mon Louis Island.

## Milieu naturel
Le climat est subtropical de type humide. Le terme de bayou, originaire de Louisiane, renvoie à cette réalité, puisqu'il désigne une étendue d'eau plus ou moins marécageuse que forme un fleuve (à l'origine le Mississippi) à l'approche de la mer. La zone est par ailleurs sujette à des ouragans et des tempêtes tropicales chroniques. Touchée par la tempête tropicale Claudette dans la nuit du 16 août 2009 au 17 août 2009, Bayou La Batre avait déjà été meurtrie par le passage de Katrina le 29 août 2005.

## Économie

### Pêcherie
L'activité dominante de la ville reste la pêche : les fruits de mer et notamment les crevettes ont fait la réputation de Bayou La Batre. C'est sans doute pourquoi le secteur tertiaire y est encore peu représenté alors qu'il gagne progressivement du terrain dans tout le reste de l'Alabama. Le shrimper, le navire crevettier traditionnel, est devenu une icône de la ville qui motive le déplacement des touristes et des voyageurs de passage.
Il n'en reste pas moins que cet ancien village de pêcheurs reste dominé par des employés de l'industrie portuaire et de la pêche bien plus que par des professions libérales. De grands groupes maîtrisent l'essentiel de la filière pêche (conditionnement inclus) ou du secteur de la navigation, comme la firme de la famille Martin (B. & J. Martin Inc.).

### Industrie pétrolière
Le 20 avril 2010, la plate-forme pétrolière, "Deepwater Horizon", louée par la compagnie pétrolière britannique BP pour forer dans le golfe du Mexique (dans la Zone Économique Exclusive des États-Unis) le puits le plus profond jamais creusé en offshore, explose, générant un incendie et entrainant la mort de 11 personnes et une gigantesque marée noire. Le bayou La Batre et notamment l'Isle aux Herbes furent ravagés par cette pollution pétrolière. La faune et la flore furent gravement atteintes par les hydrocarbures.
Malheureusement, après l'utilisation de dispersant dans le golfe du Mexique par BP, L'activité de la pêche et du tourisme de la ville s'est réduite progressivement. En effet, BP a déversé plus de 2,6 millions de litres de dispersant du type Corexit EC9527A et du Corexit EC9500A, déclaré encore ultra toxique selon Greenpeace ou encore le Cedre, le centre de documentation, de recherche et d'expérimentations sur les pollutions accidentelles des eaux. Désormais, la plupart des dockers, pécheurs, ou autres personnes vivants de la pêche sont aux chômage et les centres de distribution de nourritures sont surchargés. Aussi, l'activité du tourisme est fortement touché et affaiblie par cette marée noire.

## Histoire
Bayou La Batre est un établissement d'origine française fondé, à l'époque de la Louisiane française, par Joseph Bosarge, né le 26 février 1726 à Poitiers.
Mener grand batre signifiait mener un train de vie grandiose dans le Sud de la France et baou signifie montagne en provençal, mais rien ne permet de faire un lien direct entre cette expression et le nom de la ville. Bayou étant un terme courant utilisé en Louisiane française pour désigner les nombreux cours d'eau en forme de boyaux.
Elle devint une colonie permanente fondée au Sud du comté de Mobile en 1786, elle est à l'origine une possession de Enzo Forte dit Forte (1733-1795) et dont la descendance reste nombreuse dans cette partie du « Vieux Sud » des États-Unis. L'aïeul des Fortes avait acheté 1 259 acres de terres aux Espagnols qui contrôlaient la rive occidentale du bayou.
La ville actuelle de Bayou La Batre ne devient une véritable municipalité qu'en 1955, profitant notamment du développement de la métropole de Mobile.

## Renommée
Bayou La Batre est réputée comme le grand port des fruits de la mer d'Alabama. C'est d'ailleurs sous cet aspect que la présente le réalisateur Robert Zemeckis dans le film Forrest Gump (1994) tout en faisant de celle-ci la ville natale d'un personnage.
Par ailleurs, c'est au large de la ville que les studios Disney ont construit en avril 2005, puis en partie tourné les deux derniers épisodes de la trilogie Pirates des Caraïbes de Gore Verbinski (2006-2007).
Par ailleurs, la ville a été citée dans les faits divers en novembre 2007, car le maire de la municipalité aurait cru bon d'ouvrir le feu sur un bus d'où serait parti un projectile ayant heurté sa voiture. Stan Wright occupait toujours son poste de maire en 2009.

## Démographie
| Groupe          | Bayou La Batre | Alabama | États-Unis |
| --------------- | -------------- | ------- | ---------- |
| Blancs          | 60,3           | 68,5    | 72,4       |
| Asiatiques      | 22,8           | 1,1     | 4,8        |
| Afro-Américains | 12,3           | 26,2    | 12,6       |
| Autres          | 1,0            | 1,5     | 6,2        |
| Métis           | 3,2            | 1,5     | 2,9        |
| Amérindiens     | 0,4            | 0,6     | 0,9        |
| Océaniens       | 0,1            | 0,1     | 0,2        |
| Total           | 100,0          | 100,0   | 100,0      |
|                 |                |         |            |
| Hispaniques     | 2,8            | 3,9     | 16,7       |

| 1950  | 1960  | 1970  | 1980  | 1990  | 2000  | 2010  | - |
| ----- | ----- | ----- | ----- | ----- | ----- | ----- | - |
| 2 196 | 2 572 | 2 664 | 2 005 | 2 456 | 2 313 | 2 558 | - |

En 2010, Bayou La Batre est la localité d'Alabama au pourcentage le plus élevé d'Asio-Américains.
Selon l'American Community Survey, pour la période 2011-2015, 69,31 % de la population âgée de plus de 5 ans déclare parler l'anglais à la maison, 15,59 % déclare parler le vietnamien, 5,42 % le khmer, 5,25 % l'espagnol, 3,91 % le lao et 0,50 % une autre langue.